# Scopula palpata
Scopula palpata là một loài bướm đêm trong họ Geometridae.